# Berceto
Berceto is een gemeente in de Italiaanse provincie Parma (regio Emilia-Romagna) en telt 2385 inwoners (31-12-2004). De oppervlakte bedraagt 131,6 km², de bevolkingsdichtheid is 19 inwoners per km².
De volgende frazioni maken deel uit van de gemeente: Bergotto, Boschi, Cantoniera Tugo, Casa Brusini, Casa Dolfi, Casaselvatica, Case Pesci, Castellonchio, Cavazzola, Corchia, Fugazzolo, Ghiare, La Costa, Lozzola, Pagazzano, Pian Farioli, Pietramogolana, Preda, Roccaprebalza, Tra La Riva, Valbona, Villa di Sotto.

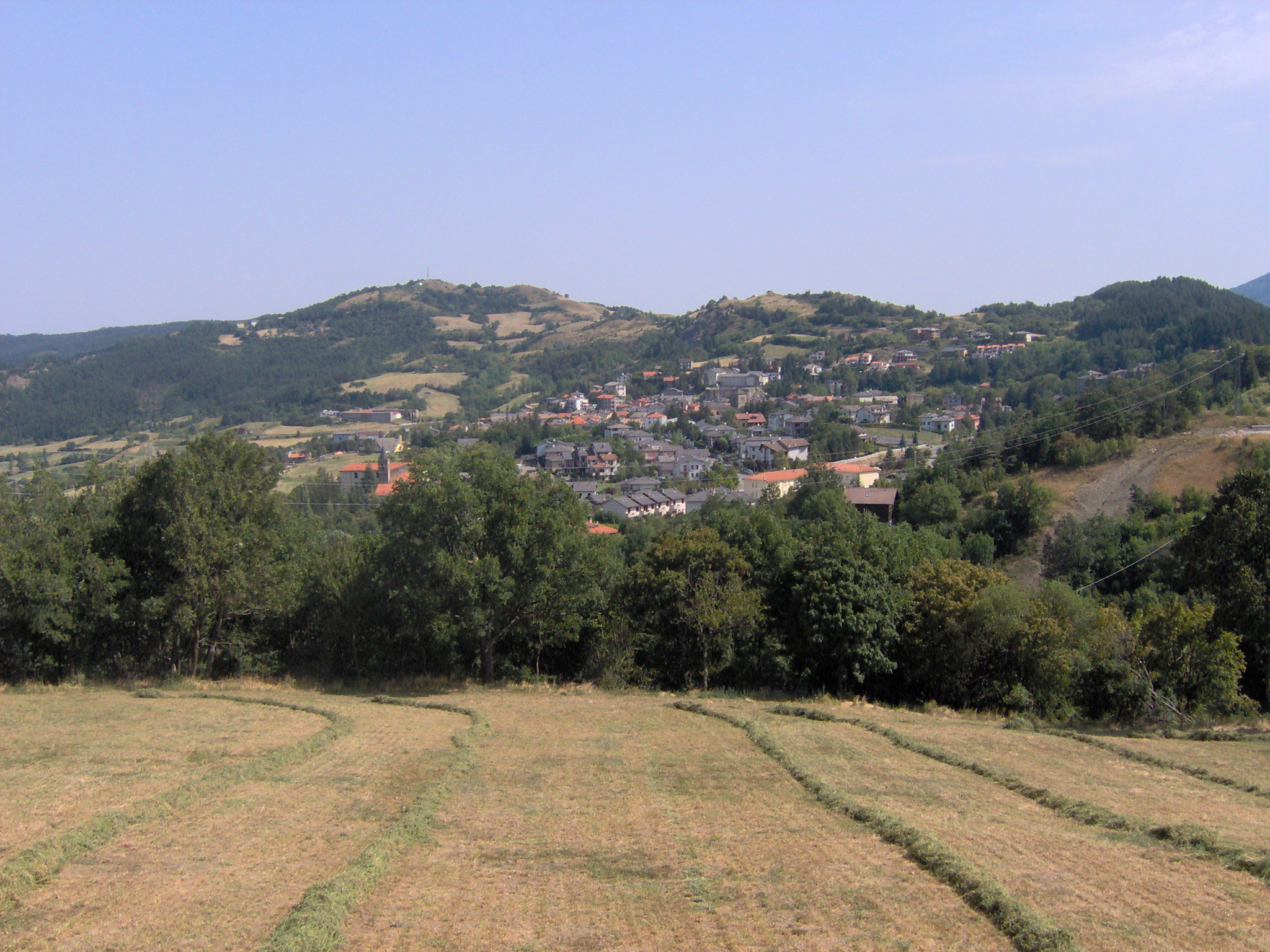
Berceto
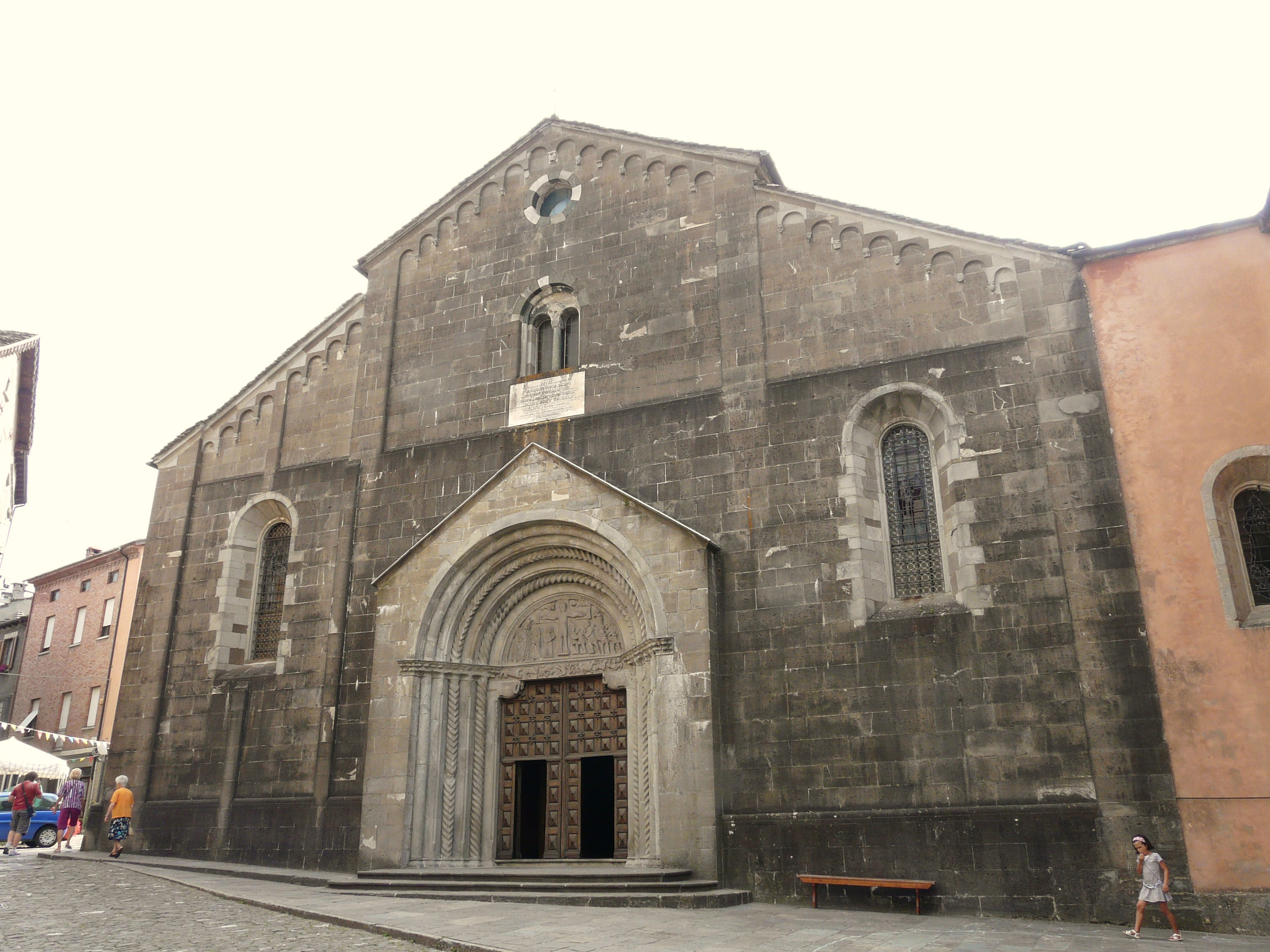
Kerk van Berceto

## Demografie
Berceto telt ongeveer 1200 huishoudens. Het aantal inwoners daalde in de periode 1991-2001 met 11,4% volgens cijfers uit de tienjaarlijkse volkstellingen van ISTAT.
| Jaar | Inwoneraantal |
| ---- | ------------- |
| 1991 | 2746          |
| 2001 | 2434          |

## Geografie
De gemeente ligt op ongeveer 852 m boven zeeniveau.
Berceto grenst aan de volgende gemeenten: Borgo Val di Taro, Calestano, Corniglio, Pontremoli (MS), Solignano, Terenzo, Valmozzola.